# Tripolis (Amsterdam)
Tripolis is een kantorencomplex in Amsterdam-Zuid. 
Het is een van de laatste scheppingen van architect Aldo van Eyck. Het complex is echter te danken aan een andere architect, Herman Hertzberger, die rond 1988 collegae inschakelde in een (geslaagde) poging het Burgerweeshuis ook ontworpen door Van Eyck van de sloophamer te redden. De gemeente Amsterdam ging overstag en zette een gecombineerde opdracht uit. Degene die het burgerweeshuis wilde restaureren, mocht ook het terrein tussen dat complex en de Rijksweg 10 volbouwen, wel het liefst met ook een creatie van Van Eyck. In 1990 was het ontwerp klaar, in het voorjaar van 1992 ging de eerste heipaal de grond in voor dit driedelig (tri) ensemble van Aldo van Eyck en diens vrouw Hannie van Eyck. De oplevering was rond april 1994, toen er een malaise heerste in de Amsterdamse kantoorwereld en er nog (te) weinig huurders voor het pand waren gevonden.
Volgens de gemeente Amsterdam was Van Eyck van mening, dat kantoren ontmoetingsplekken moesten zijn in plaats van alleen maar ruimten voor administratieve verwerking. Hij hield de gedachte aan, een kantoor moet zijn als een stad en een stad moet zijn als een kantoor. Volgens zijn ontwerp werden drie kantoorclusters gebouwd rondom een binnenplaats. Elke cluster bestaat uit een, wat de gemeente noemt ontsluitingstoren met daarin ook de liftschachten. Op die ontsluitingsruimten sluiten dan weer drie kantoortorentjes aan. Het gehele complex met binnenplaats is gesitueerd op een bovengrondse parkeergarage, die vanaf de binnenplaats ondergronds lijkt te liggen. De torens bestaan uit 6, 7 en 10 bouwlagen, waarbij ze zodanig zijn gepositioneerd, dat het lijkt alsof zij het burgerweeshuis beschermen tegen de rijksweg 10. Van Eyck liet veel van de interne kantoorvoering over aan de toekomstig gebruiker maar liet de diverse ruimten voor kantoorfuncties in elkaar overlopen en elkaar overlappen. Het gebouw moest zo ingedeeld worden zodat slingerende gangpaden ontstonden etc.
De gevels zijn opgetrokken uit Irokohout, aluminium en graniet. Naar boven toe kragen de gevels aan alle kanten vijf centimeter per verdieping uit; een zicht dat terugvoert naar de aloude panden in de Amsterdamse binnenstad, die naar boven toe naar elkaar toe groeiden. Het moest de onderlinge samenhang versterken. Het grijze graniet wordt onderbroken door kleurige aluminium kozijnen. Door de kozijnen aan de buitenzijde van het complex paars en blauw te maken lijkt er een geheel aan gebouwen te ontstaan; hetzelfde geldt voor de kozijnen in de gevels rond de binnenplaats die graderen van geel-oranje-rood. Die kozijnen bevatten steeds andersvormige ruiten, zodat ook hier gedacht is aan afwisseling. 
Toen de werkzaamheden voor de Zuidasdok de ondergang dreigde te worden, vroeg de Erfgoedvereniging Heemschut in september 2018 de status van gemeentelijk monument aan, hetgeen op 16 april 2019 werd verleend. Een van de redenen was dat volgens Heemschut dat Tripolis en het Burgerweeshuis een bouwkundige eenheid vormen, mede doordat de gebouwen verbonden zijn door een glooiend landschap. Het maakte wel dat een van de eerste en een van de laatste ontwerpen van Van Eyck een soort duomonument vormen, het Burgerweeshuis werd op 9 september 2014 tot rijksmonument verklaard.
Het tot monument verklaren kwam in een periode dat Tripolis wederom ten onder dreigde te gaan aan leegstand. Het idee van Van Eyck bleek voor kantoren nauwelijks toepasbaar zodat iedereen weer vertrok. Projectontwikkelaar Flow kocht het in de jaren tien van de 21e eeuw en wilde het onder leiding van architect Winy Maas (MVRDV) dusdanig veranderen (onder andere een glazen kantoor van 155 meter lengte er boven), dat de erfgenamen van Van Eyck protesteerden. In 2019 werden de procedures tot herontwikkeling in gang gezet met een verwachte start liggend in de jaren twintig.  
In 2019 heeft gebouw 300 een uitgerolde Slinky over de toegang; het is van kunstenaars Simon Wald Lasowski en Sajoscha Talirz; het moet door haar rijkheid aan kleuren bezoekers naar Tripolis lokken.

## Afbeeldingen

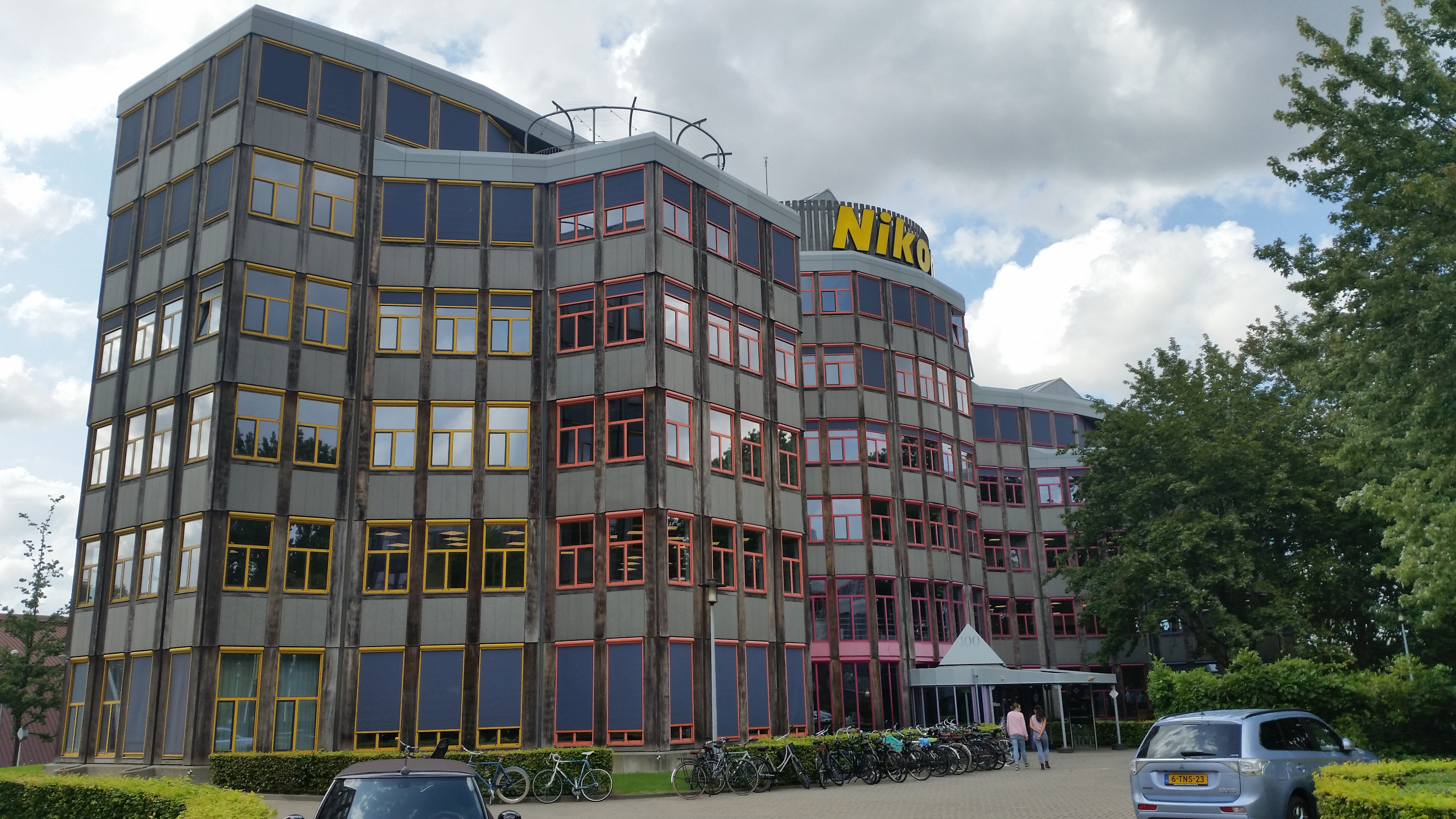
Tripolis 100 (augustus 2019)
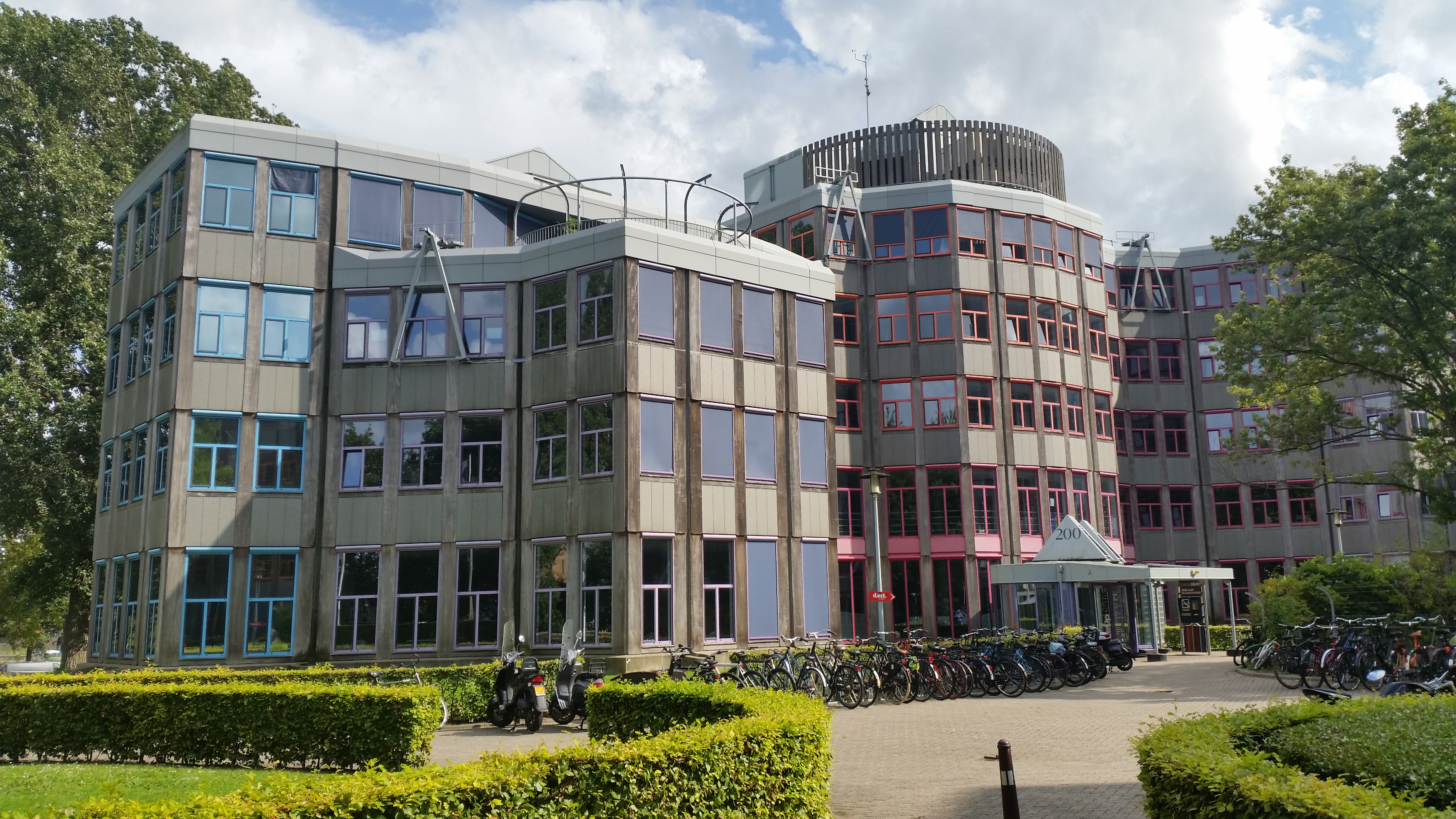
Tripolis 200 (augustus 2019)
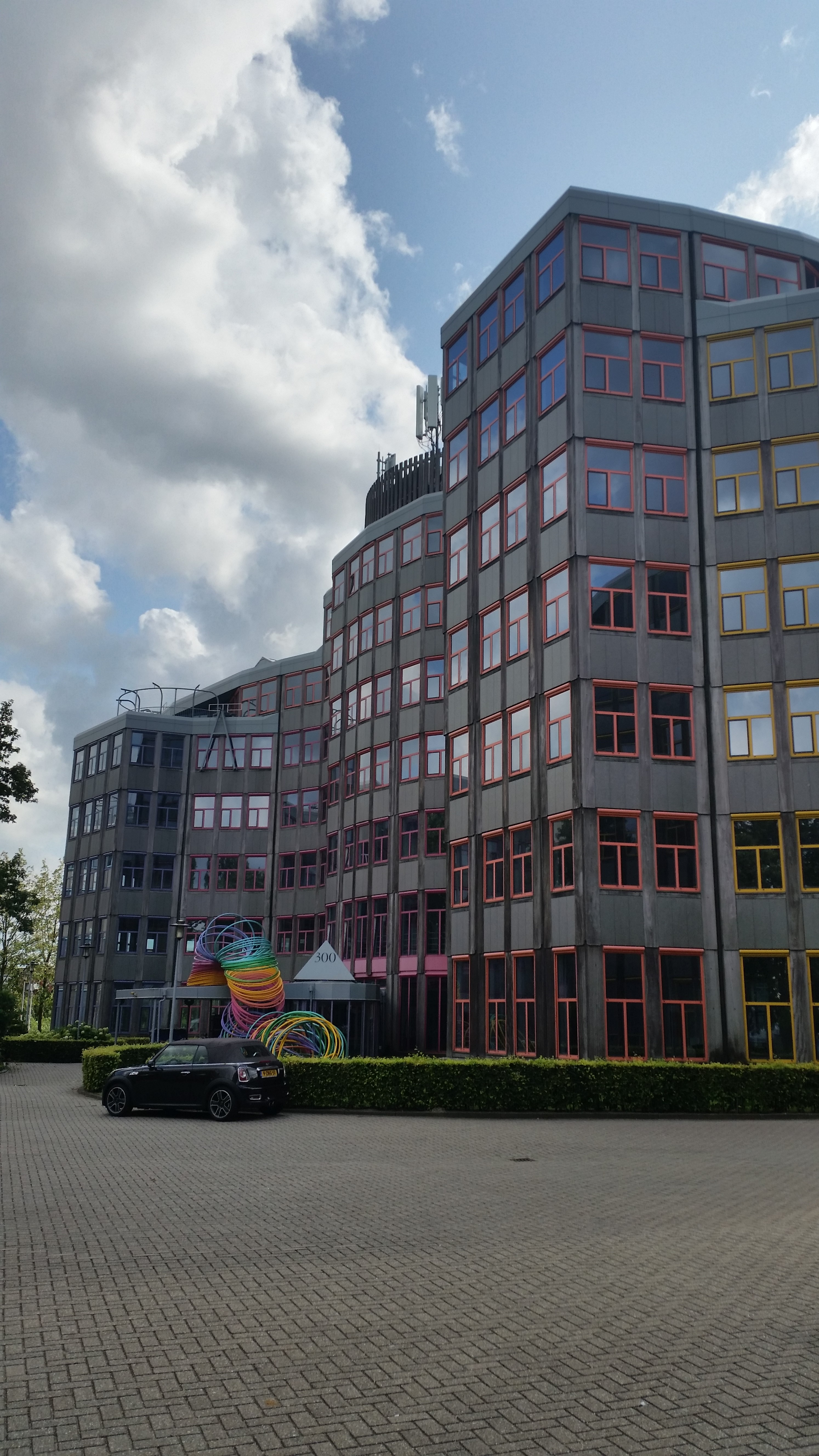
Tripolis 300 (augustus 2019)
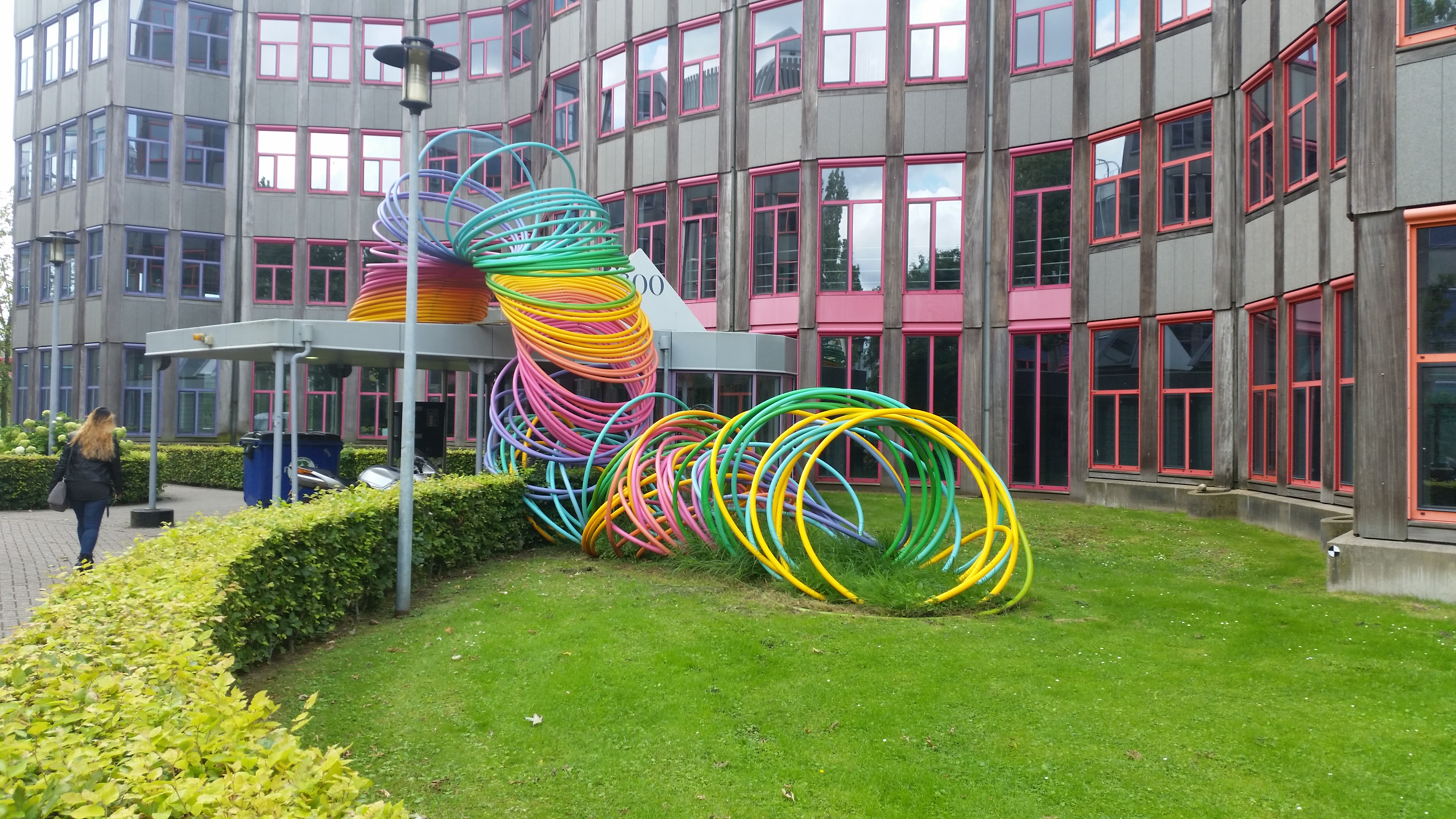
Kunstwerk voor Tripolis 300 (augustus 2019)
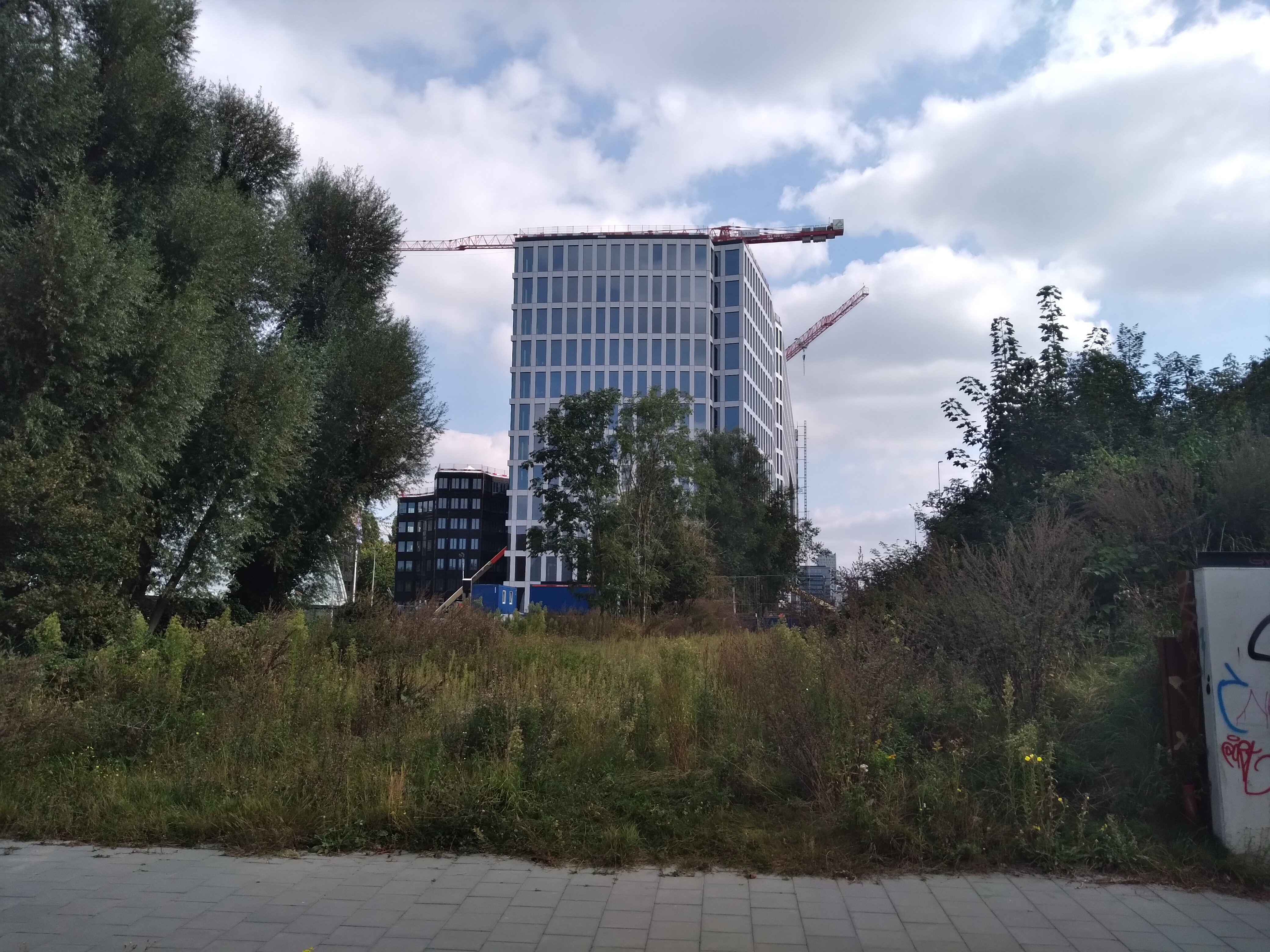
Midden de nieuwbouw van MVRDV, links oude Tripolis, rechts A10 (september 2021)